# Guennadi Karponossov
Guennadi Karponossov (en russe : Геннадий Михайлович Карпоносов), né le 21 novembre 1950 à Moscou) est un patineur artistique soviétique qui concourait en danse sur glace avec Natalia Linitchouk.
En 1981, ils cessent leur carrière et se marient. Puis ils partent au Delaware et y deviennent entraîneurs avec autant de succès qu'en tant que patineurs. Parmi leurs élèves, on retrouve Grishuk-Platov, Krylova-Ovsyannikov, Lobatcheva-Averboukh, Chait-Sakhnovski et Guudina-Beletsky.

## Palmarès
Avec 2 partenaires:
- Elena Zharkova  (4 saisons : 1968-1972)
- Natalia Linitchouk (9 saisons : 1972-1981)

| Compétitions                    | 1969    | 1970    | 1971    | 1972    |  | 1973    | 1974    | 1975    | 1976    | 1977    | 1978    | 1979    | 1980    | 1981    |
| Jeux olympiques d'hiver         |         |         |         |         |  |         |         |         | 4e      |         |         |         | 1er     |         |
| Championnats du monde           |         | 8e      | 8e      | 8e      |  |         | 3e      | 4e      | 5e      | 3e      | 1er     | 1er     | 2e      |         |
| Championnats d'Europe           | 11e     | 6e      | 6e      | 6e      |  |         | 3e      | 3e      | 3e      | 3e      | 2e      | 1er     | 1er     | 3e      |
| Championnats d'Union soviétique | 3e      | 3e      | 3e      | 2e      |  |         |         | 2e      | 1er     | 2e      | F       | 1er     | F       | 1er     |
|                                 |         |         |         |         |  |         |         |         |         |         |         |         |         |         |
| Autres Compétitions             | 1968/69 | 1969/70 | 1970/71 | 1971/72 |  | 1972/73 | 1973/74 | 1974/75 | 1975/76 | 1976/77 | 1977/78 | 1978/79 | 1979/80 | 1980/81 |
| Skate Canada                    |         |         |         |         |  |         |         |         | 1er     | 1er     |         |         |         |         |
| Moscou Skate                    |         | 2e      | 3e      | 3e      |  | 3e      | 1er     |         | 2e      | 2e      | 2e      |         | 1er     | 1er     |
| Légende : F= Forfait            |         |         |         |         |  |         |         |         |         |         |         |         |         |         |